# Charles McIlvaine
Charles McIlvaine   (Filadèlfia, 6 d'agost de 1903 - Ocean City, 30 de gener de 1975) fou un remer estatunidenc que va competir durant la dècada de 1920.
El 1928 va prendre part en els Jocs Olímpics d'Amsterdam, on disputà la prova del doble scull del programa de rem. Formant parella amb Paul Costello guanyà la medalla d'or.